# Японская оккупация Сингапура
Японская оккупация Сингапура — период истории Сингапура с 15 февраля 1942 года по сентябрь 1945 года. Официальное название во время военной оккупации японской империей — Остров Сёнан (яп. 昭南島 сёнанто).

## Хронология
Неделя обороны Сингапура завершилась 15 февраля 1942 года крупнейшей в истории капитуляцией британских войск. На следующий день генерал Ямасита приказал разделить остров на четыре зоны и подчинить их командирам дивизий. Начальникам зон вменялось в обязанность проверить лояльность китайцев, живущих на острове, и ликвидировать тех из них, кто принимал участие в обороне или высказывал антияпонские убеждения. В течение нескольких недель после этого в Сингапуре шло массовое истребление китайского населения (по японским данным было убито 5 тысяч человек, в действительности — в несколько раз больше): у согнанных китайцев спрашивали адрес и род занятий, затем одним из них разрешалось вернуться домой, а других на грузовиках отвозили на берег моря, где выводили на несколько метров в воду и расстреливали из пулемётов. Европейцев и индийцев сгоняли в концлагеря. Расстрелы и грабежи в Сингапуре продолжались весь март, но не прекращались и в последующие месяцы и годы.
23 марта 1942 года японское генеральное консульство в Сингапуре было закрыто, и военная администрация объявила, что отныне Малайя — неотъемлемая часть Японской империи. Малайя была разделена на десять провинций, а город Сингапур стал отдельной административной единицей — Сёнан. Для того, чтобы жители Малайи осознали, что они теперь прямые подданные империи, 29 апреля во всех городах Малайи была проведена торжественная церемония празднования дня рождения императора. Поскольку в Сингапуре малайцев жило мало, в церемонии в основном участвовали перепуганные китайцы и индийцы, которые не получили японского гражданства и оставались для японцев подданными враждебных стран.
К середине 1942 года были восстановлены пять крупнейших доков Сингапура, и начал в полную силу функционировать порт. Однако японцы не планировали снабжать население товарами, и Сингапуру пришлось обходиться довоенными запасами, реализуемыми на чёрном рынке (первый корабль с гражданскими товарами из Японии добрался до Сингапура лишь в июле 1943 года).
В июле 1943 года в Сингапуре обосновался прибывший из Германии Субхас Чандра Бос, возглавивший так называемое «Временное правительство свободной Индии». Под влиянием пропаганды Боса в сформированную им Индийскую национальную армию вступило пять тысяч индийских солдат, попавших в плен в Сингапуре.
26 сентября того же года в ходе операции «Джейуик» австралийскими коммандос были подорваны и пущены на дно семь японских кораблей. В ответ на это кэмпэйтай 10 октября арестовал 57 человек по ложному обвинению в помощи коммандос и подверг ужасающим пыткам. 15 человек погибли в тюрьме Чанги, а случившееся вошло в историю как «резня Двойной десятки» (10 числа 10 месяца).
По мере того, как Япония терпела поражение на фронтах, японские власти шли на некоторые уступки местной буржуазии и феодалам, стремясь заручиться их поддержкой. В конце 1944 — начале 1945 года малайские националисты выступили с идеей создания Великой Индонезии. В июле 1945 года в Сингапуре состоялась конференция руководителей японской военной администрации на Яве, Суматре, Сулавеси и в Малайе, где обсуждалась эта концепция. Поддерживая эту идею, Япония хотела в критический для неё момент заручиться симпатиями оккупированного населения, однако капитуляция Японии поставила на этих планах крест. После войны перед трибуналом в Сингапуре предстали многие военные и полицейские чиновники Японии по обвинению в военных преступлениях.
Война способствовала становлению идентичности Сингапура. Жители Сингапура, которые в 1930-х состояли в основном уже не из китайских иммигрантов, а из их потомков — местных уроженцев, в годы японской оккупации начали себя ощущать именно сингапурцами, а не китайцами с британскими паспортами.